# Malvezzi (famiglia)
La famiglia Malvezzi è un'antica e nobile famiglia italiana di probabile origine tedesca.

## Storia

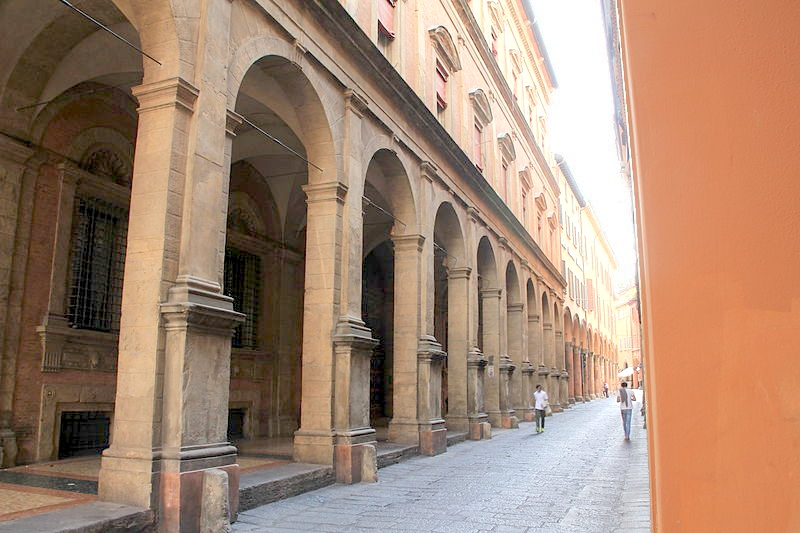
Bologna, Palazzo Malvezzi de' Medici in via Zamboni

Notizie certe della casata si hanno intorno al 1176, quando prese parte alle discordie che agitavano i Geremei e i Lambertazzi. Furono nemici della famiglia dei Bentivoglio, che, con l'aiuto dei Lambertazzi, tentarono di cacciare da Bologna, governata da Giovanni II Bentivoglio, il 27 novembre 1488 con la congiura dei Malvezzi. Per questi fatti i Malvezzi furono espulsi dalla città e vi poterono rientrare solo nel 1506, con la cacciata dei Bentivoglio, grazie all'appoggio di papa Giulio II.
Dal condottiero Lucio Malvezzi nacque il ramo materano della famiglia.
La famiglia annoverò numerosi uomini d'arme, religiosi e politici.

## Palazzi
Esistono numerosi palazzi storici appartenenti ai vari rami della famiglia. Tra questi:
- Palazzo Malvezzi De Medici (Bologna)
- Palazzo Malvezzi Campeggi (Bologna)
- Castello Malvezzi (Orvinio)
- Palazzo Malvinni Malvezzi (Matera)
- Palazzo Malvezi Campeggi (Roma)[5]
- Complesso Malvezzi Campeggi (Bagnarola di Budrio, Bologna)[6]

## Membri principali
- Giuliano Malvezzi (XIV secolo), capitano di Pisa;
- Gaspare Malvezzi (XV secolo), condottiero della Repubblica di Venezia;
- Ludovico Malvezzi (1418-1467), condottiero;
- Lucio Malvezzi (XV secolo), condottiero;
- Giovanni Malvezzi (1453-1488), politico;
- Virgilio Malvezzi (1595-1654), scrittore e militare;
- Vincenzo Malvezzi Bonfioli (1715-1775), cardinale;
- Giovanni Luigi Malvezzi de' Medici (1819-1892), politico;
- Giulio Malvinni-Malvezzi (1871-1928), monsignore, religioso del clero romano e duca di Santa Candida;
- Nerio Malvezzi de' Medici (1856-1929), politico.